# Bellair-Meadowbrook Terrace
Bellair-Meadowbrook Terrace – jednostka osadnicza w Stanach Zjednoczonych, w stanie Floryda, w hrabstwie Clay.